# Bueggio
Bueggio (AFI: /ˈbueʤʤo/, Büécc in dialetto bergamasco) è una frazione del comune bergamasco di Vilminore di Scalve in provincia di Bergamo di 94 abitanti (2021).

## Geografia fisica

### Territorio
La località di Bueggio nel comune di Vilminore di Scalve è caratterizzata da un ambiente prevalentemente montuoso, tipico delle Alpi italiane, contraddistinto a tratti da boschi.
Il territorio di Bueggio confina a nord e a est con la frazione di Pianezza, ad est con quella di Pezzolo, a sud con la località Roccolo, tutte nel comune di Vilminore di Scalve.

### Sismologia
Dal punto di vista sismico Bueggio presenta un rischio basso ed è stata classificata come comune di appartenenza nella zona 3 (bassa sismicità) dalla protezione civile nazionale.

### Clima
Il clima di Bueggio è quello alpino, con inverni freddi e abbastanza rigidi con diverse giornate di gelo; le estati sono perlopiù fresche ma presentano un'umidità che può raggiungere l'80% causando quel fenomeno di caldo umido comunemente chiamato "afa". L'umidità non è comunque presente solo d'estate, ma è molto elevata tutto l'anno.
Il comune appartiene alla zona climatica F, 3517 GR/G.
La piovosità si concentra principalmente in autunno e in primavera con un minimo relativo invernale e con una media annua superiore ai 1000 mm.

## Storia
Bueggio è una delle tante piccole frazioni di vilminore (BG). Circondata da monti è stata la prima zona abitata a essere colpita dal disastro della Diga del Gleno.
Sin dall'antichità, la località di Bueggio fu essenzialmente legata alle attività di estrazione di ferro proveniente dai monti circostanti.
Bueggio fu contrada del comune di Vilminore sino al 1797 quando, con l'avvento della Repubblica Cisalpina, andò a costituire il comune autonomo di Oltrepovo insieme ad altre contrade del paese come Nona e Pezzolo e inserito nel distretto VIII del Dezzo (L. 11 ventoso anno VI). Nel settembre dello stesso anno, il comune venne collocato nel distretto VIII delle Sorgenti del Serio (L. 5 vendemmiale anno VII). Nel maggio 1801, Bueggio venne fatta rientrare nel distretto II di Clusone (L. 13 maggio 1801). Nel giugno 1804, assieme a Teveno, andò a costituire il comune di Oltrepovo (piano 27 giugno 1804) per poi essere riportata sotto Vilminore di Scalve con la restaurazione.
La storia di Bueggio nel Novecento è principalmente legata all'evento del crollo della Diga del Gleno il 1º dicembre 1923, dato che il borgo fu il primo paese a venire completamente travolto dalle acque; riuscì in parte a salvarsi per via di uno sperone di roccia che fu in grado di deviare l'enorme massa d'acqua proveniente dalla diga. Il paese ebbe  dodici vittime a causa dell'inondazione.

## Monumenti e luoghi d'interesse

### Chiesa di San Gottardo
Le prime notizie relative alla chiesa parrocchiale di Bueggio risalgono al 1527 quando un documento segnala come la comunità fosse solita riunirsi presso la locale chiesa dedicata a Gottardo di Hildesheim. venne ampliata nella prima metà del Seicento e nel Settecento con la consacrazione ufficiale il 31 agosto 1874 dal vescovo Pier Luigi Speranza.
La chiesa venne completamente distrutta dal crollo della diga del Gleno il 1º dicembre 1923 e subito dopo seguì la ricostruzione  con le medesime fattezze della precedente, su progetto dell'ingegnere bergamasco Luigi Angelini con la posa della prima pietra nel 1927 usando simbolicamente una pietra di quella più antica.

## Società
"Abitanti censiti"

### Etnie e minoranze straniere
Al 1º gennaio 2022 nella frazione risiedevano 3 cittadini stranieri, ovvero il 3,19% della popolazione totale. Nei dati ufficiali non sono considerati gli stranieri irregolari.

## Economia
L'economia di Bueggio è stata storicamente legata alla lavorazione del legname e all'estrazione di ferro e carbone. La maggior parte dei  residenti attualmente lavora fuori dai confini della frazione. Al 2021 risultava occupato il 93,3% dei residenti in età lavorativa.